# Orazio Sammachini
Orazio Samacchini (Bologne, 20 décembre 1532 - Bologne, 12 juin 1577) est un peintre italien maniériste du XVIe siècle, qui a été actif à Rome, Parme, et dans sa ville natale.

## Biographie
Ami proche de Lorenzo Sabatini, Samacchini voyage à Rome où il participe, en 1563, aux décorations du Vatican, du Belvedere et de la Sala Regia du pape Pie IV, avec Taddeo Zuccari et son frère.
Il retourne ensuite à Bologne où il est influencé par Pellegrino Tibaldi.

## Œuvres

### Œuvres dans les collections publiques

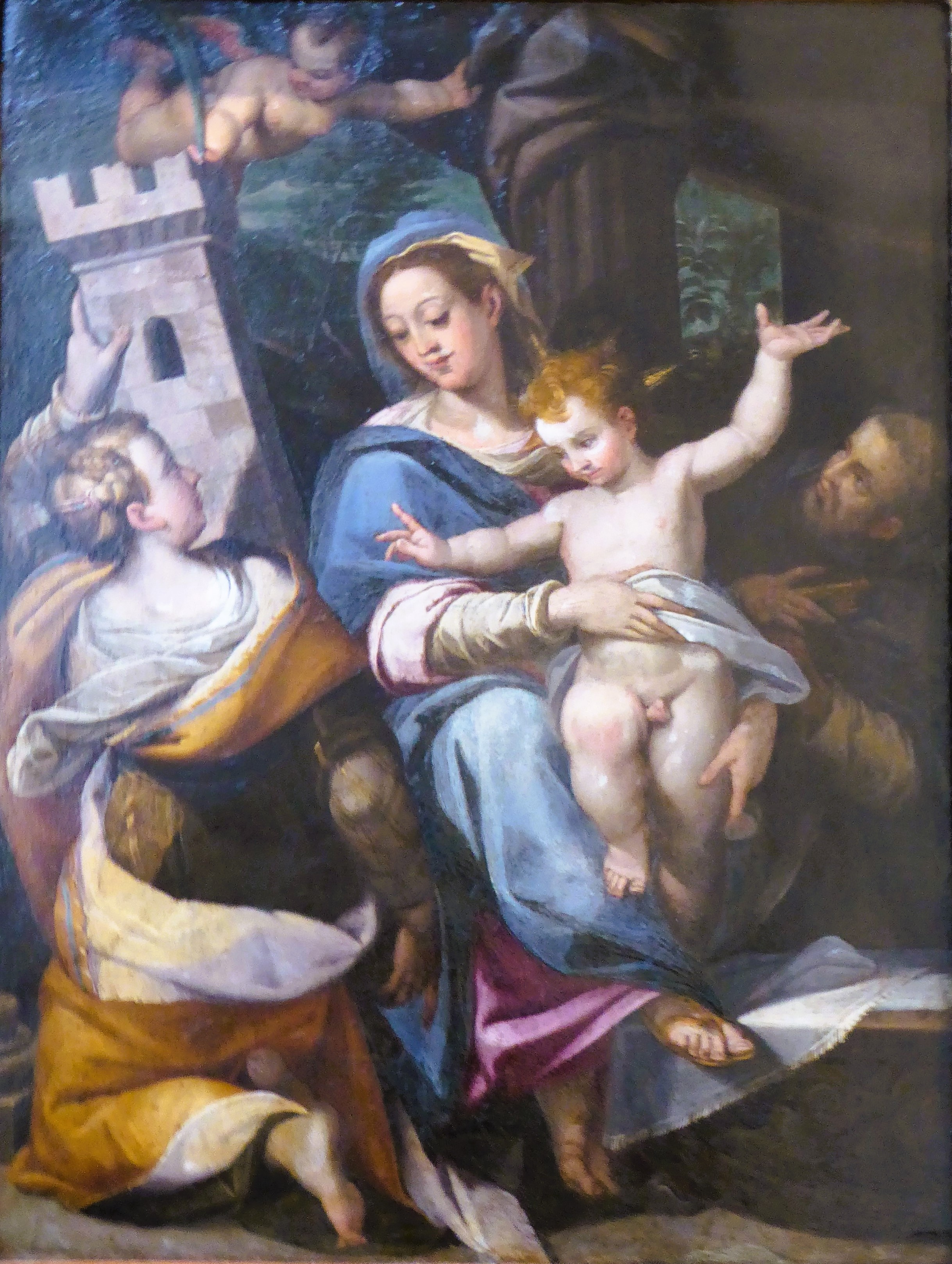
La Vierge et l'Enfant, Sainte Barbe, Saint Raymond de Penyafort et un ange, musée des Beaux-Arts de Chartres.

Les pays, villes et noms d'institutions sont classés par ordre alphabétique, les œuvres par date.

#### Italie
- Pinacothèque de Bologne : La Vierge et les saints Nabor et Félix, François d'Assise, Claire, Jean-Baptiste, Marie-Madeleine, et Catherine d'Alexandrie.
- Città di Castello : travaux au Palazzo Vitelli, à l'église Sant'Egidio, San Giacomo Maggiore, Corpus Domini, et Santa Maria Maggiore.
- Crémone, église Sant'Abbondio : fresques des Vertus, prophètes et anges.

#### France
- Chartres, musée des Beaux-Arts : La Vierge et l'Enfant, Sainte Barbe, Saint Raymond de Penyafort et un ange, huile sur cuivre, don Justin Courtois, 1888 (inv. 5639).
- Orléans, musée des Beaux-Arts, L'Adoration des bergers, avec probable participation de l'atelier, huile sur bois, 86 x 67 cm, inv. 1109[1].
- Paris, musée du Louvre : Mercure ordonne à Énée d'abandonner Didon, huile sur toile, 249 × 178 cm.

## Dessins
- Vierge à l'Enfant entourée des saints Jérôme et Marie Madeleine, plume, encre brune, lavis brun et rehauts de blanc sur papier bleu jauni. H. 0,335 ; L. 0,260 m[2]. Paris, Beaux-Arts de Paris. L'artiste a exécuté ce genre de scène en grand nombre dans les années 1570 pour des commandes privées. La Wight Art Gallery de l'université de Californie à Los Angeles possède une huile sur toile réalisée par l'atelier de Samacchini très proche de cette composition dessinée[3].